# Tingshusparken

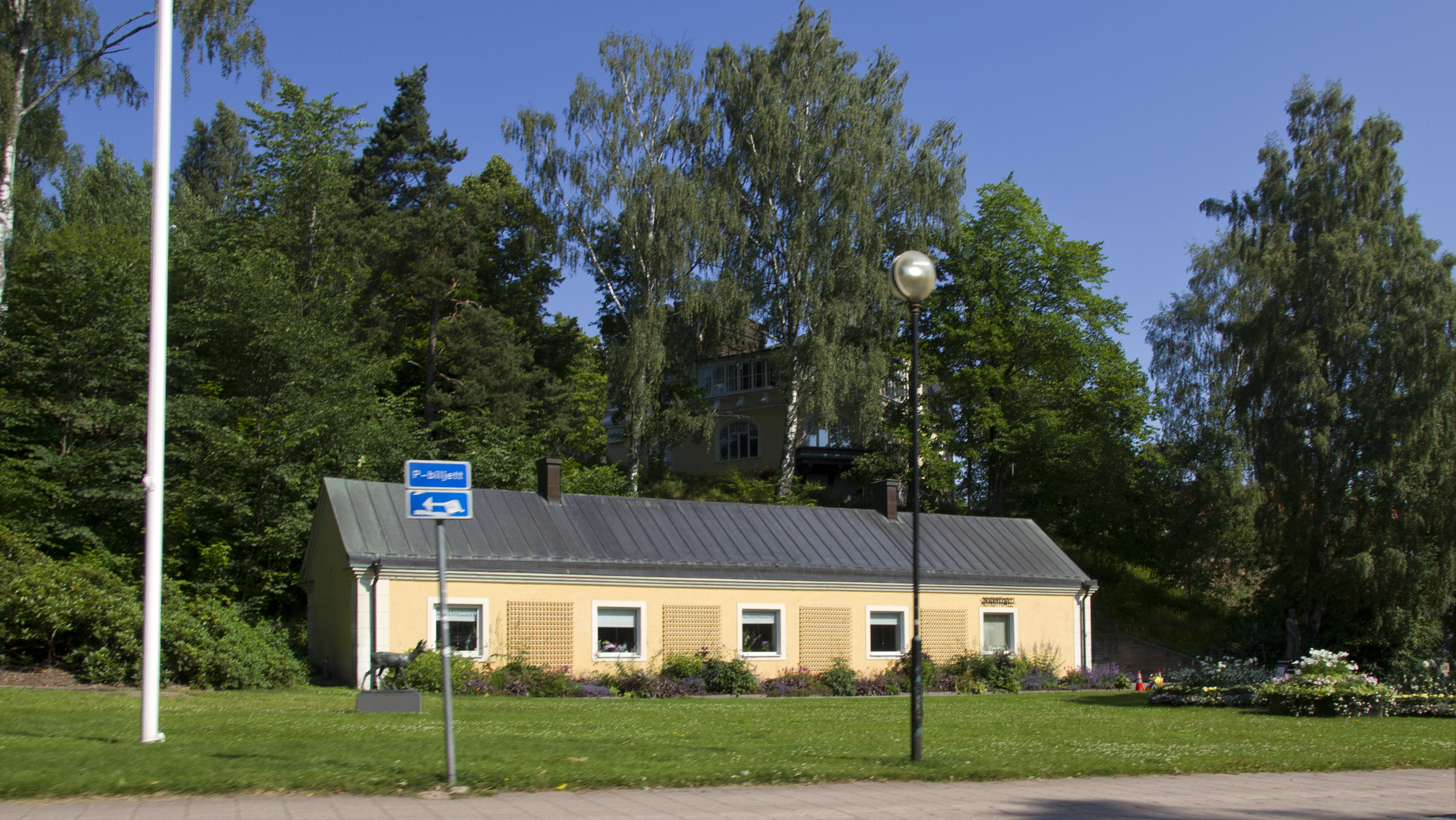
Karlskoga konsthall i Tingshusparken

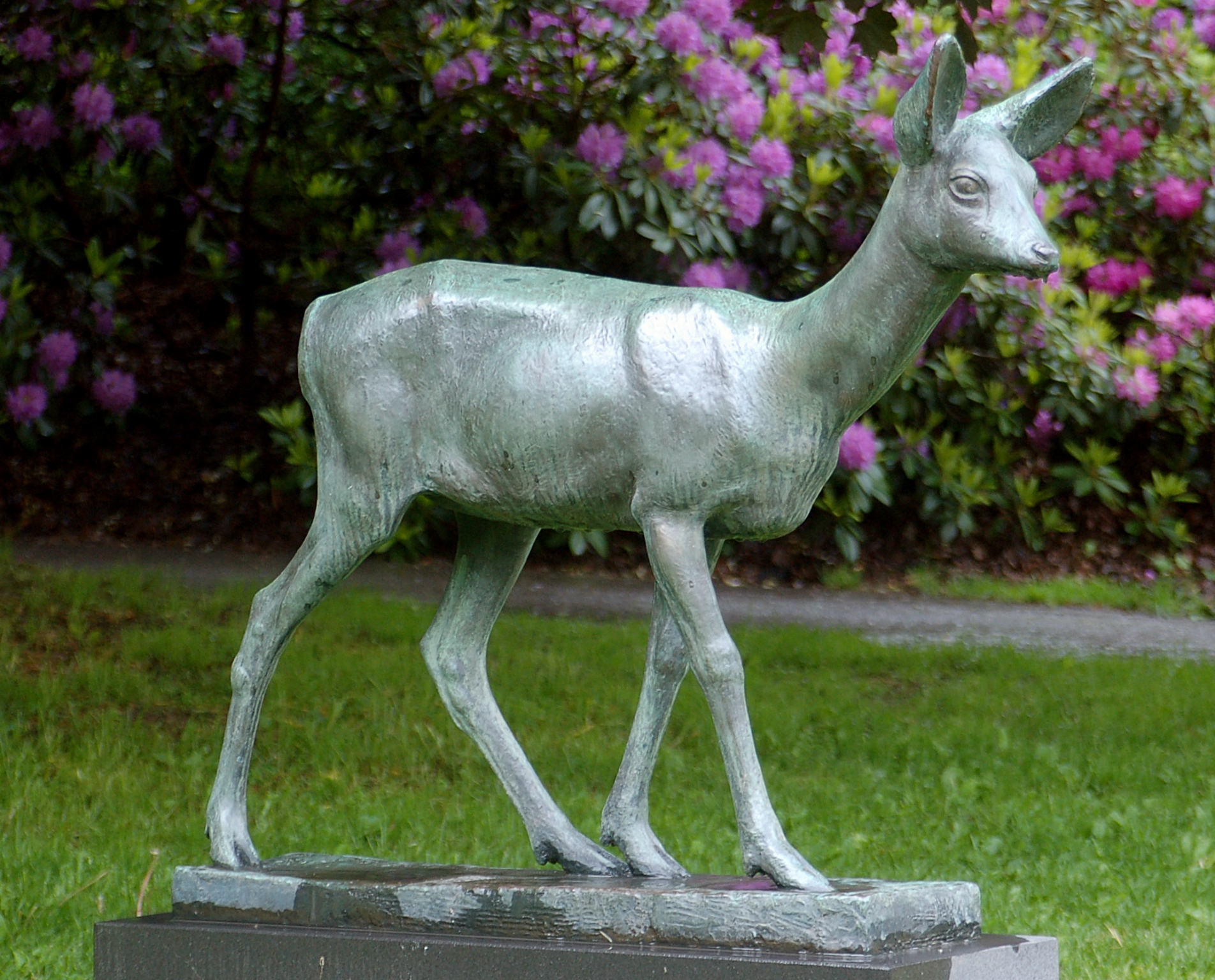
Rådjur av Arvid Knöppel

Tingshusparken är en park på Kungsvägen i centrala Karlskoga, som omger Karlskoga konsthall. Parken fick sitt namn efter tingshuset, Karlshall, i Karlskoga bergslags härad, där Alfred Nobels testamente lagfors.
I parken finns förutom blomsterarrangemang ett rådjur i brons utförd av Arvid Knöppel. Här finns också Alfred Nobels bronsbyst avbildad och utförd av Christian Eriksson.
Delar av det tidigare tingshuset låg under hösten 2022 blottade i samband med en ombyggnation av parken (med tillbyggnad av fontän och bättre tillgänglighet samt upprustning av den stig som förbinder Badstugatan med parken), vilket väckte en lokaldebatt om hur minnet av densamma bättre skulle kunna förvaltas.